# Țara Chioarului

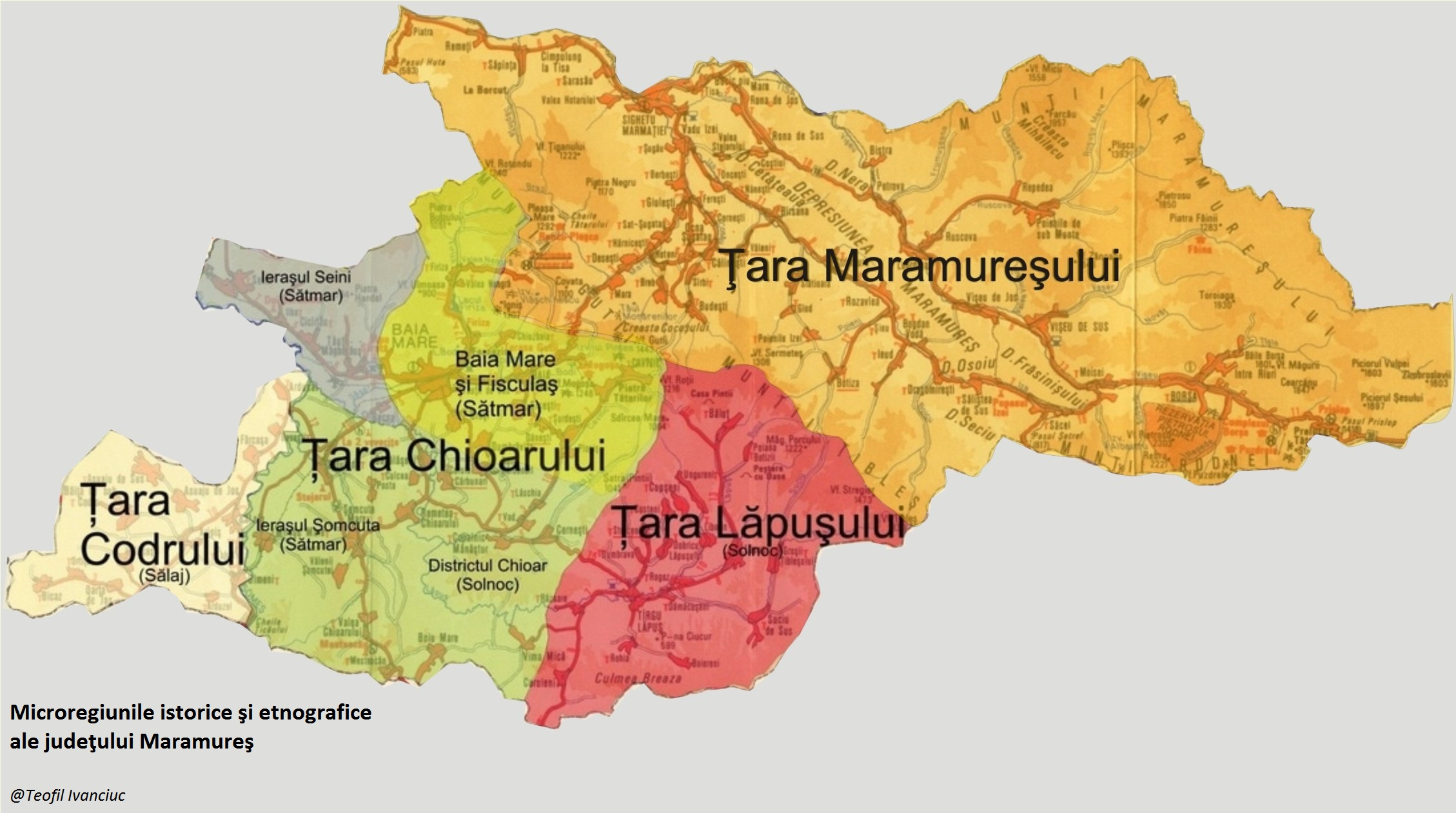
Limitele Țării Chioarului între hotarele județului Maramureș

Țara Chioarului (maghiară Kővárvidék) este o regiune istorică din România, pe teritoriile județelor Cluj și Maramureș.
Prima atestare documentară a numelui, în denumirea Castrum Kewar (forma latinizantă a denumirii maghiare Kővár „Cetatea de piatră”), datează din 1367.
Denumirea zonei etnografice vine de la Cetatea Chioarului, vestită fortificație situată pe cursul mijlociu al râului Lăpuș.
Cetatea Chioarului a fost amintită pentru prima oară în 1319, într-un document în care se arată că „nobilii transilvăneni, răsculați împotriva regelui Carol I Robert de Anjou, au cucerit cetățile Cehu și Chioar”. În 1367 cetatea a intrat în posesia lui Drag, iar în 1378 apare cu numele castrum Kewar, aflată în proprietatea voievozilor maramureșeni Balc și Drag.
Regele Ungariei, Ludovic I, a donat Chioarul voievozilor români Drag și Balc, pentru a atrage de partea sa nobilimea română din Maramureș. Ludovic I a făcut danii familiei Drăgoșeștilor (urmașii lui Dragoș) care i-au rămas loiali.
Chioarul cuprinde atât satele ce au aparținut domeniului Baia Mare („fisculaș”) și cetății Chioar (așa-numita „Țară a Chioarului”), precum și satele dintre Baia Mare și Seini. Geografic, zona etnografică Chioar se întinde la răsărit de la Cavnic pînă la vîrful Șatra și dealul Pietriș, apoi pe versantul estic și sudic al masivului Preluca (precum și pe culmea Breaza și podișul Boiu) se ajunge, pe dreapta Someșului, pînă la Seini, iar limita de nord a Chioarului este marcată de partea de sud a munților Gutîi, de la Seini pînă la Cavnic.